# Stage Struck (album)
Stage Struck è il terzo album live di Rory Gallagher.

## La band
- Rory Gallagher - Voce, Chitarre, Armonica
- Gerry McAvoy - Basso
- Ted McKenna - Batteria

## Tracce
1. Shin Kicker – 3:58
2. Wayward Child – 4:32
3. Brute Force and Ignorance – 4:32
4. Moonchild – 6:06
5. Follow Me – 5:56
6. Bought and Sold – 4:39
7. The Last of the Independents – 5:39
8. Shadow Play – 5:08